# Семеновка (Шевченковский район)
Семёновка (укр. Семенівка, с 1812 по 1865 — Балдиновка) — село, 
Семёновский сельский совет,
Шевченковский район,
Харьковская область.
Код КОАТУУ — 6325785901. Население по переписи 2001 года составляет 563 (258/305 м/ж) человек.
Является административным центром Семёновского сельского совета, в который, кроме того, входят сёла
Богодаровка,
Новый Лиман и
Новостепановка.

## Географическое положение
Село Семеновка находится на берегу реки Средняя Балаклейка (в основном на правом берегу),
выше по течению примыкает село Богодаровка,
ниже по течению примыкает село Волохов Яр (Чугуевский район).
Село вытянуто вдоль реки на 5 км.
Рядом проходит автомобильная дорога Т-2110.

## История
- 1812 — дата основания как село Балдиновка.
- 1865 — переименовано в село Семеновка.

## Экономика
С-х производство.
Кафе магазин 
Магазин Стекляшка

## Объекты социальной сферы
- Школа.
- Фельдшерско-акушерский пункт.

## Достопримечательности
- Братская могила советских воинов. Похоронено 167 воинов.